# Bathygobius andrei
Bathygobius andrei är en fiskart som först beskrevs av Sauvage, 1880.  Bathygobius andrei ingår i släktet Bathygobius och familjen smörbultsfiskar. IUCN kategoriserar arten globalt som livskraftig. Inga underarter finns listade.